# 西紹森德 (英國國會選區)
西紹森德（英語：Southend West），英國國會一自治市選區，包括英格蘭東部埃塞克斯郡濱海紹森德西部。始設於1950年。
本區一直支持保守黨。大衛·埃默斯在2010年大選中以46.1%選票勝出該區。2021年10月15日，大衛·埃默斯在该选区内参加活动时遇刺身亡。